# Parque nacional de Namtok Chet Sao Noi
El Parque nacional de Namtok Chet Sao Noi (en tailandés, อุทยานแห่งชาติน้ำตกเจ็ดสาวน้อย) es un área protegida del nordeste de Tailandia, en la provincia de Saraburi. El departamento forestal lo declaró "parque forestal" el 21 de mayo de 1980, con una superficie de alrededor de 0,86 kilómetros cuadradaos. Después, el jefe del departamento forestal lo visitó en junio de 2002, viendo el desarrollo del parque con un incremento de las visitas turísticas y se consideró laposibilidad de convertirlo en parque nacional, lo cual se aprobó, con una superficie de aproximadamente 28,06 kilómetros cuadrados. Por orden n.º 2177/2546 de 10 de noviembre de 2003 se atribuyó al jefe del parque forestal el deber de controlar y administrar la zona después de convertirse en parque nacional.
Es una zona montañosa, con una altura que va de los 180 a los 402 m s. n. m.